# Fahrenholz (Ziesendorf)
Fahrenholz ist ein Ortsteil von Ziesendorf, einer Gemeinde im Landkreis Rostock in Mecklenburg-Vorpommern, und liegt nordwestlich des Hauptortes Ziesendorf. 
Südlich des Ortes verlaufen die Landesstraße L 13 und die A 20 mit der Anschlussstelle Bad Doberan. Nordwestlich und nördlich erstreckt sich das Landschaftsschutzgebiet Waidbach und Fahrenholzer Holz (siehe Liste der Landschaftsschutzgebiete in Mecklenburg-Vorpommern), westlich fließt der Waidbach, ein Nebenfluss der Beke (Warnow).

## Baudenkmale
In der Liste der Baudenkmale in Ziesendorf ist für Fahrenholz kein Baudenkmal aufgeführt.